# Le Tech
Le Tech település Franciaországban, Pyrénées-Orientales megyében. Lakosainak száma 97 fő (2022. január 1.). Le Tech Corsavy, Montferrer, Saint-Laurent-de-Cerdans, Serralongue, Prats-de-Mollo-la-Preste és Casteil községekkel határos.

## Népesség
A település népességének változása:
| Lakosok száma | 111  | 104  | 99   | 95   | 91   | 93   | 96   | 98   | 97   |
|               | 2013 | 2015 | 2016 | 2017 | 2018 | 2019 | 2020 | 2021 | 2022 |